# Japanse Rode Leger
Het Japanse Rode Leger (Japans: 日本赤軍, Nihon Sekigun) (JRL) was een Japans terreurnetwerk dat in februari 1971 door het echtpaar Fusako Shigenobu en Tsuyoshi Okudaira werd opgericht. De naam ontleenden zij aan het Rode Leger van de Sovjet-Unie. De groep had 400 leden. Hun doel was de constitutionele monarchie omver te werpen en het land socialistisch te maken. Het Japanse Rode Leger onderhield nauwe banden met het Volksfront voor de Bevrijding van Palestina (PFLP). Begin jaren tachtig was het Japanse Rode Leger niet langer meer actief als openlijke terreurgroep, maar hielp nog altijd het PFLP met wapens, geld en training.

## De aanslagen van het Japanse Rode Leger

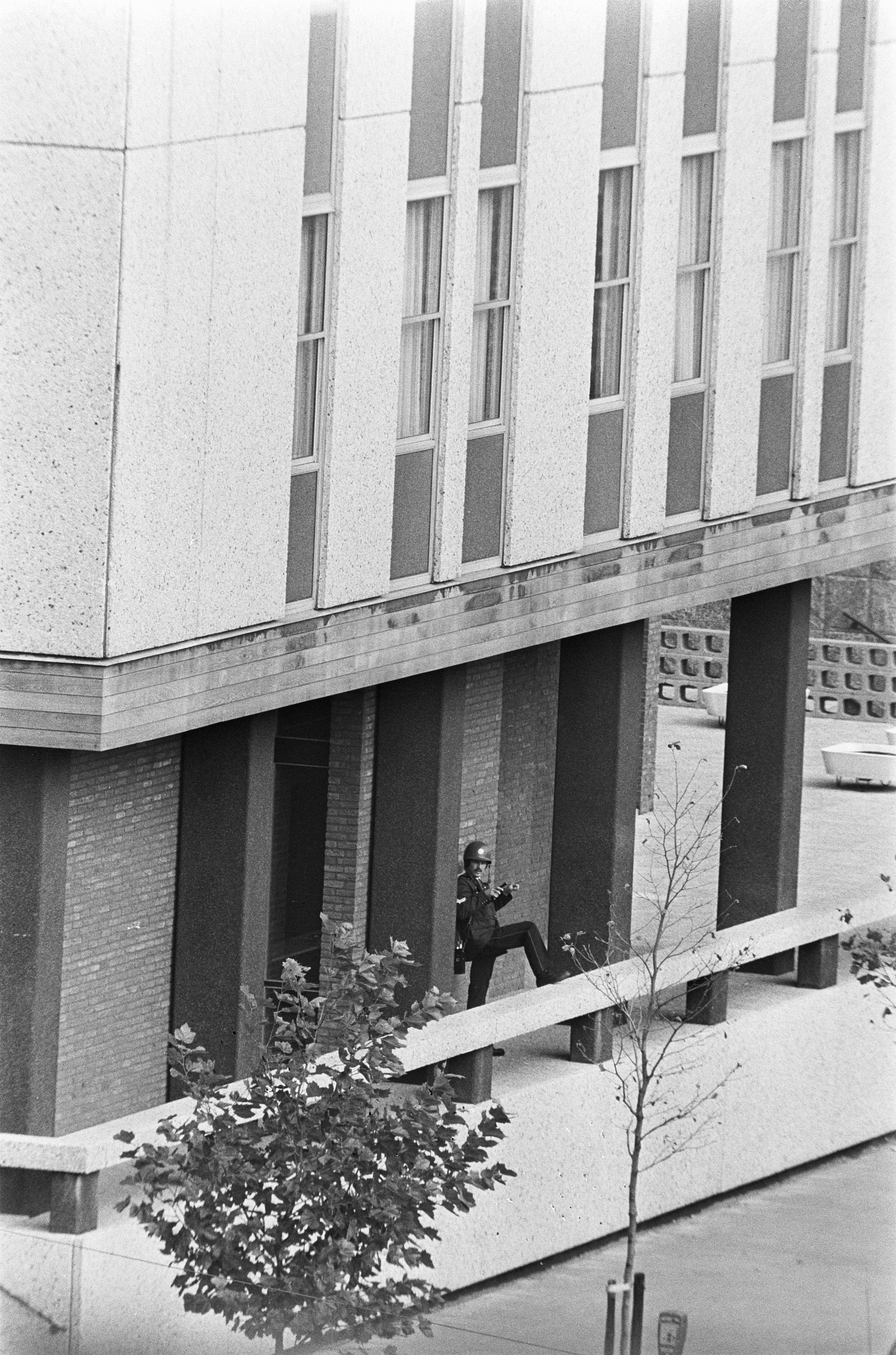
Bezetting van de Franse ambassade in Den Haag, september 1974

- 31 maart 1970: een voorloper van het Japanse Rode Leger kaapt Japan Airlines-vlucht 351 met 129 man aan boord. Negen leden aan boord dwingen de piloot om naar Noord-Korea te vliegen.
- 30 mei 1972: op Lod Airport in Tel Aviv worden 26 mensen gedood en 80 mensen raken zwaargewond. Twee van de drie leden doden zichzelf met handgranaten. De overlevende dader Kōzō Okamoto verklaarde te hebben gehandeld uit solidariteit met "de Palestijnen".[1]

- Juli 1973: het Japanse Rode Leger kaapt samen met PFLP-leden Japan Airlines-vlucht 404 vlak na het opstijgen vanaf de luchthaven Schiphol. De passagiers en de piloten moeten uitstappen in Libië, waarna het vliegtuig op het vliegveld wordt opgeblazen.
- Januari 1974: het Japanse Rode Leger valt een Shell-olieraffinaderij in Singapore aan en gijzelt daar vijf werknemers, terwijl het PFLP ondertussen een Japanse ambassadeur in Koeweit gijzelt. De werknemers worden in een Japans vliegtuig meegenomen en in een trainingskamp in Zuid-Jemen vastgehouden.
- 13 september 1974: de Franse ambassade in Den Haag wordt bezet door het Japanse Rode Leger. Hun doel is de vrijlating van Furuya, een medelid dat in de Parijse Santé-gevangenis wordt vastgehouden. Een paar agenten raken gewond. Het Japanse Rode Leger eist en krijgt een vliegtuig plus 300.000 dollar om hen naar Zuid-Jemen te brengen. Een vrijwillige bemanning neemt deze taak op zich, maar Zuid-Jemen laat hen niet toe. In Syrië lukt het wel, waar zij wel hun losgeld moeten afstaan aan de Franse ambassadeur aldaar.

- Augustus 1975: het Japanse Rode Leger neemt meer dan 50 gijzelaars in Maleisië. De gijzelaars werken allemaal in Amerikaanse en Zweedse ambassades. Met hen vliegen ze naar Libië. Bij een schietpartij op het vliegveld van Kuala Lumpur komt medeoprichter Okudaira om het leven.
- September 1977: het Japanse Rode Leger kaapt een vliegtuig dat over India vliegt en dwingt het te landen in Bangladesh. Het Japanse leger betaalt een som van zes miljoen dollar losgeld.
- December 1977: een lid van het Japanse Rode Leger kaapt een vliegtuig met een Cubaanse ambassadeur aan boord. Als hij merkt dat zijn kaping mislukt, schiet hij eerst de piloten en daarna zichzelf dood. Het vliegtuig crasht, met alle passagiers erin.
- Mei 1986: het Japanse Rode Leger bezet de Japanse, de Canadese en de Amerikaanse ambassade in Jakarta (Indonesië).
- Juli 1987: een mislukte aanval op de Britse en de Amerikaanse ambassade in Rome (Italië).
- April 1988: JRL-lid Yu Kikumura wordt met explosieven gearresteerd in New Jersey waar hij een militaire oefenschool probeert op te blazen.
- Het Japanse Rode Leger pleegt 17 aanslagen op filialen van Mitsui & Co en Taisei Corp waar in totaal 20 mensen werken. Acht mensen komen om bij een bomaanslag op de Mitsubishi Heavy Industrials Ltd. in Tokio, Japan.

## Fusako Shigenobu
Fusako Shigenobu, een van de oprichters van het Japanse Rode Leger, werd in 2000 opgepakt en in 2006 veroordeeld tot een gevangenisstraf van twintig jaar. In 2022 werd zij vrijgelaten uit de gevangenis, waarna ze haar excuses voor de daden van het Japanse Rode Leger aanbood.